# Gomè-Sota
Gomè-Sota ist ein Arrondissement im Departement Ouémé in Benin. Es ist eine Verwaltungseinheit, die der Gerichtsbarkeit der Kommune Akpro-Missérété untersteht.

## Demographie
Gemäß der Volkszählung von 2013 hatte Gomè-Sota 15.345 Einwohner, davon waren 7386 männlich und 7959 weiblich.

## Geographie
Das Arrondissement liegt im Süden Benins und innerhalb des Departements Ouémé ungefähr auf halber Strecke zwischen Akpro-Missérété und Katagon.

## Verwaltung
Gomè-Sota setzt sich aus den sieben Dörfern Agondozoun, Agondozoun Tanmè, Gomè-Doko, Gomè-Sota, Hounli, Tchoukou-Kpèvi und Zoundji zusammen.

## Infrastruktur
Durch Gomè-Sota läuft die Fernstraße RNIE1, die südwärts nach Porto-Novo führt.